# 苏伟利
苏伟利（英語：Wesley Barbossa So，1993年10月9日—）是菲律宾/美国籍华裔美国国际象棋棋手、特级大师。
2008年10月，苏伟利成为了史上最年轻的等级分超过2600分的棋手，打破了之前由马格努斯·卡尔森保持的纪录（这一纪录后来又被韦奕所打破）。2013年他的等级分超过了2700分，并于2015年跻身世界前十。
苏伟利还获得过三届菲律宾国际象棋全国冠军。

## 外部連結
- 苏伟利－在ChessGames.com的棋手檔案